# Aleyrodes tinaeoides
Aleyrodes tinaeoides là một loài côn trùng cánh nửa trong họ Aleyrodidae, phân họ Aleyrodinae.
Aleyrodes tinaeoides được Blanchard miêu tả khoa học đầu tiên năm 1852.